# Marshall Bell
Marshall Bell (ur. 28 września 1942) – amerykański aktor.

## Biogram
Został urodzony w Tulsie w stanie Oklahoma, gdzie mieszkał do trzynastego roku życia. Następnie wraz z rodziną przeniósł się do Denver (stan Kolorado). Studiował na University of Colorado, spędził trzy lata w United States Army. Jego żoną jest Milena Canonero, kostiumograf, laureatka Oscara. Para mieszka wspólnie w West Hollywood (stan Kalifornia).
Jako aktor debiutował rolą Ronsky'ego w dramacie Alana Parkera Ptasiek (Birdy, 1984). Pierwszą istotną postać – homo- lub biseksualnego trenera Schneidera – odegrał w slasherze Koszmar z ulicy Wiązów II: Zemsta Freddy’ego (A Nightmare on Elm Street 2: Freddy's Revenge, 1985); od tej pory stworzył całą gamę ważnych ról w licznych filmach. Widzowie kinowi kojarzą go m.in. z Operacji Świt (Rescue Dawn, 2007), Stań przy mnie (Stand by Me, 1986), Bliźniaków (Twins, 1988) i Pamięci absolutnej (Total Recall, 1990).